# Záchranáři z hor
Záchranáři z hor je německý televizní seriál vysílaný od 26. listopadu 2009 na stanici ZDF. 
V Německu jej vysílá ZDF a v Rakousku ORF 2.
V České republice ji vysílají TV Prima, Prima Love, Prima Max a Prima Star.